# Companyia dels Camins de Ferro del Nord d'Espanya

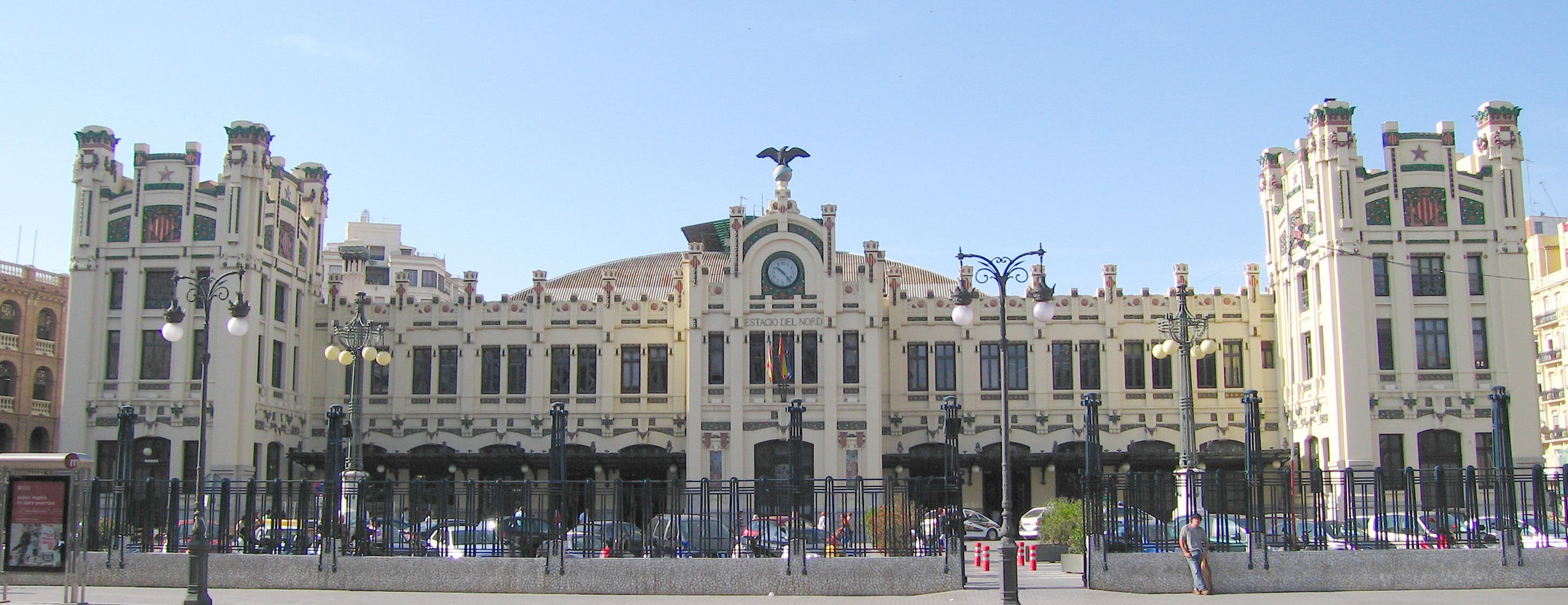
L'estació del Nord de València, era l'Estació terme de la companyia del Nord a la ciutat

La Companyia dels Camins de Ferro del Nord d'Espanya (Abreujadament: Nord o Norte Oficialment: Compañía de los Caminos de Hierro del Norte de España Popularment: Ferrocarrils del Nord) fou una companyia ferroviària fundada el 29 de desembre de 1858. La seva xarxa va arribar a ser una de les més extenses de l'Estat Espanyol. Fou nacionalitzada el 1941 i la seva xarxa s'integrà a la Red Nacional de los Ferrocarriles Españoles (RENFE).

## La creació de la companyia

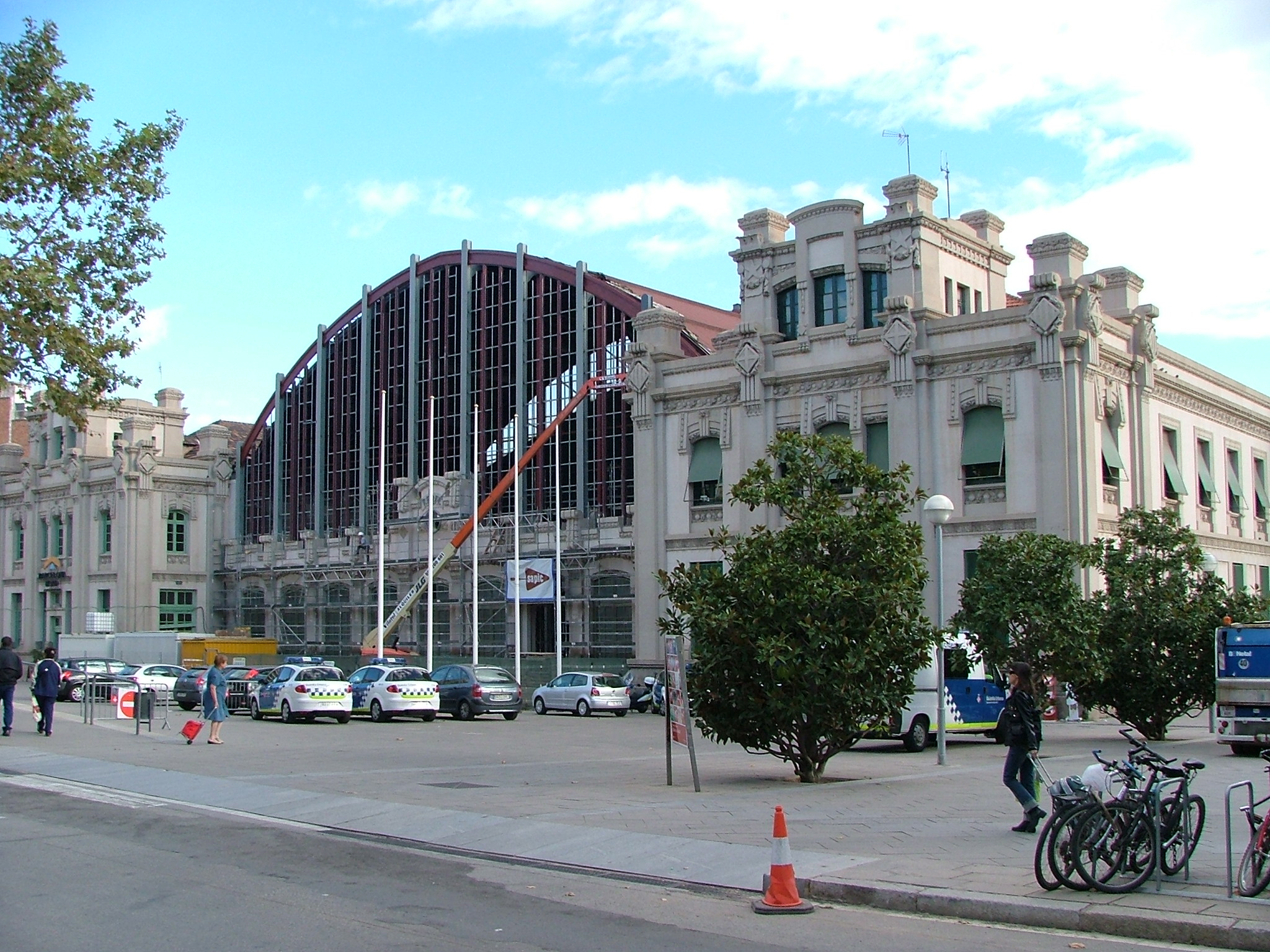
L'Estació del Nord de Barcelona, era la terminal de la companyia a la Ciutat Comtal. Actualment reconvertida en una estació d'autobusos

Entre 1845 i 1855 es presentaren diversos projectes per connectar Madrid amb el País Basc i la frontera francesa mitjançant ferrocarril. La província de Biscaia fou una de les més interessades en la creació d'aquesta línia, ja que la seva Indústria siderúrgica aleshores estava en ple desenvolupament, el passat 1843 s'acabaven d'inaugurar els alts-forns de Santa Ana de Bolueta, i necessitava transports fiables cap a la capital. L'Espanya metropolitana encara no disposava de cap línia de ferrocarril, en una època on hi havia eufòria per aquest nou mitjà de transport. Prudent, el govern espanyol només atorgava concessions provisionals. És doncs sota forma "provisional" que el govern, els ajuntaments, i les cambres de comerç reials interessades (principalment les de Biscaia) obtenen l'autorització de construir una línia anomenada "del nord": sortint de Madrid, havia d'enllaçar Valladolid, Burgos, Bilbao, després seguir la costa per Deba fins a arribar a la frontera francesa a Irun. Només hi havia una sola condició: que es tenguessin en compte els interessos de totes les localitats afectades pel traçat, en particular les de la província d'Àlaba. Els canvis produïts en la política ferroviària espanyola el 1851 obligaren als biscaïns a adaptar-se a les noves condicions de pagament per compte de l'estat i sol·licitar una nova concessió el 1854. El nou govern Espartero-Leopoldo O'Donnell convocà el congrés d'on sortí la nova llei general dels ferrocarrils del 3 de juny de 1855 que ho feia tot més fàcil.
La línia del nord fou dividia en 3 trams:

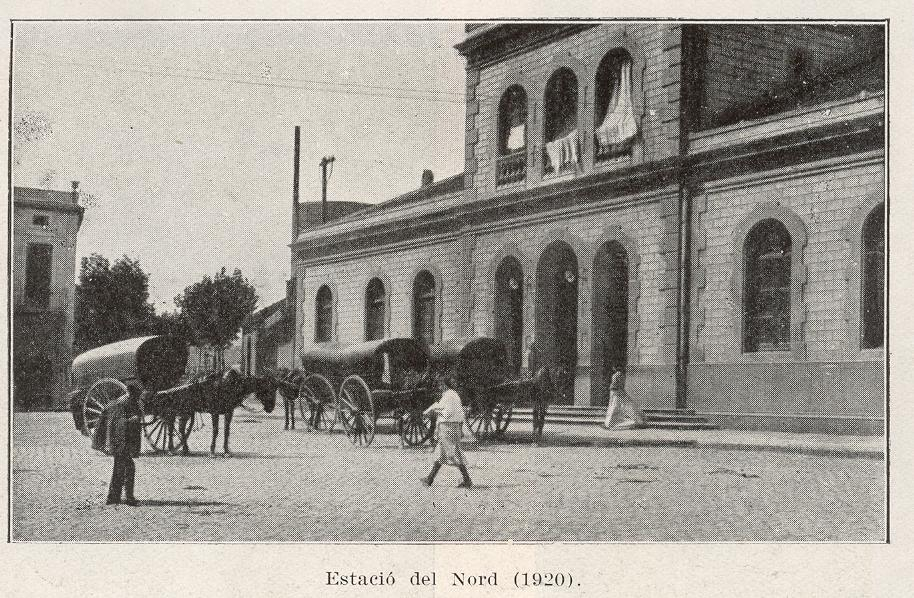
L'Estació de Terrassa de la companyia

- Madrid a Valladolid per Àvila i Medina del Campo
- Valladolid a Burgos
- Burgos a França per Miranda de Ebro

L'últim tros evitava Biscaia, ja que el traçat passa per Vitòria, Alsasua, Tolosa i Sant Sebastià
Per obtenir la línia en la seva totalitat, calia obtenir la concessió dels tres trams. El mes de novembre, els germans Emile i Isaac Péreire obtingueren la concessió del tram Valladolid-Burgos. El juliol de 1856, la Sociedad de Crédito Mobiliario Español obtingué la concessió dels dos altres. Però aquesta societat era igualment dels Péreire... Mentre es feien els primers cops de pic a Valladolid, el 18 de juny de 1856, els Péreire obteniren la concessió d'un ramal de Venta de Baños a Alar del Rey. En aquesta última localitat, una altra companyia havia d'assegurar la continuïtat cap a Santander i cap a les mines de carbó de Barruelo de Santullán. El 29 de desembre de 1858, la Compañía de los caminos de Hierros del Norte de España és oficialment creada a Madrid. El seu capital era de 380 milions de rals, l'equivalent de 100 milions de francs. Entre els seus principals accionistes, es trobaven:
- la Sociedad de Crédito Mobiliario Español (52700 accions)
- la crédit mobilier francès (29400 accions)
- la société générale belge (20000 accions)
- els germans Péreire (14000 accions)
- Alba (500 accions)

De fet, només un 25% del capital era espanyol. La primera assemblea general de la nova companyia tingué lloc a Madrid el 19 de gener de 1859.

## La construcció de la línia del Nord
Des de 1856 una petita colònia francesa s'instal·là a Valladolid per començar les obres. Aquesta ciutat presentava l'avantatge de ser a mig camí dels dos extrems del ferrocarril. Estava previst instal·lar-hi els tallers i el principal dipòsit de locomotores.
La construcció de la línia començà en els dos sentits, cap a Burgos i cap a Medina del Campo. A Castella, l'orografia no presentava grans dificultats i els treballs avançaven ràpidament. La major part del material necessari arribava pel port de Santander. Les ordres arribaven des de París on residia el director general de la construcció, l'enginyer Lalanne. L'enginyer N. Fournier revisava les obres a Valladolid. A començaments de 1861, 360 quilòmetres de línia ja estaven acabats.
Els trams restants eren els més difícils. Al sud, a Castella, s'havia de passar a través de la Serra de Guadarrama. Al nord, calia salvar els Pirineus a les valls tortuoses de Guipúscoa. A Castella, la companyia comptava amb un efectiu de 13750 homes el 1860, però esclatà una epidèmia que provocà la suspensió de les obres en nombrosos trams. Per remeiar-ho, la companyia feu venir de França el doctor Valéry Meunier. Finalment, la construcció durà vuit anys. El 15 d'agost de 1864 s'inaugurà oficialment a Sant Sebastià la connexió de la Companyia dels Camins de Ferro del Nord d'Espanya amb la germana Companyia dels ferrocarrils del Midi(que pertanyia també als Péreire) que es feu efectiva a Irun i Hendaia.
Obertura dels diferents trams a l'explotació :
| Data       | Tram                                  | Longitud(km) |
| 1/08/1860  | Valladolid-Venta de Baños             | 36,749       |
| 15/09/1860 | Medina del Campo-Valladolid           | 42,211       |
| 25/11/1860 | Sanchidrian-Medina del Campo          | 55,326       |
|            | Venta de Baños-Burgos                 | 84,325       |
| 25/07/1861 | Burgos-Quintanapalla                  | 16,286       |
| 9/08/1861  | Madrid-El Escorial                    | 50,295       |
| 13/04/1862 | Miranda de Ebro-Olazagutia            | 74,743       |
| 26/07/1862 | Quintanapalla-Miranda de Ebro         | 73,010       |
| 4/03/1863  | Àvila-Sanchidrian                     | 30,415       |
| 1/07/1863  | El Escorial-Àvila                     | 70,276       |
| 1/09/1863  | Beasain-Sant Sebastià                 | 41,402       |
| 1/10/1863  | Madrid (Atocha)-Madrid (Príncipe Pío) | 7,968        |
| 18/10/1863 | Sant Sebastià-Irun                    | 16,872       |
| 22/04/1864 | Irun-Hendaia (França)                 | 1,704        |
| 20/08/1864 | Olazagutia-Beasain                    | 47,472       |
| 1/08/1860  | Venta de Baños-Alar del Rey           | 90,772       |

## Expansió mitjançant fusions i compres
El 1865 mentre que l'explotació començava a la línia del Nord, era el punt àlgid de l'imperi dels Péreire. Però la situació no trigà a deteriorar-se. La construcció de la línia del nord costà el doble de la suma prevista inicialment. El trànsit es desenvolupava més lentament del previst, de vegades per culpa de la companyia: a Castella, s'havia "oblidat" de construir carreteres d'accés a les principals estacions, tot i això, una de les raons principals era l'escassetat d'indústries. És per això que un nou director "de xoc" fou designat el 1866: Gustave Noblemaire, que llançarà la tovallola al cap de dos anys per anar a la Compagnie du chemin de fer Paris-Lyon-Méditerranée. La direcció general de la xarxa fou transferida a Madrid el 1866, permetent molta més autonomia, i les guerres carlines esclataren agreujant una situació ja precària. La companyia veié com millorava la seva situació a partir dels anys 70, en el moment que s'acaben les guerres carlistes i el govern concedeix algunes subvencions per reconstruccions.
El 1874, la Sociedad de Crédito Mobiliario Español cedí a la companyia les mines de carbó de Barruelo per a la suma de tres milions de francs. El 1876, la companyia començà a substituir els rails de ferro pels d'acer. Pot semblar anecdòtic, però la companyia a partir d'aleshores proveir-se d'Espanya fins i tot, amb les empreses basques i catalanes. És així menys dependent de París i permeté a la companyia expandir-se.
La primera expansió, el 31 de gener de 1874 respongué a una estricta lògica, amb la compra oficial de la Nueva Compañía del Ferrocarril de Alar a Santander per a la suma de 23,2 milions de pessetes. D'ençà la companyia tingué llibertat de moviment amb seus proveïments exteriors que arribaven via Santander.

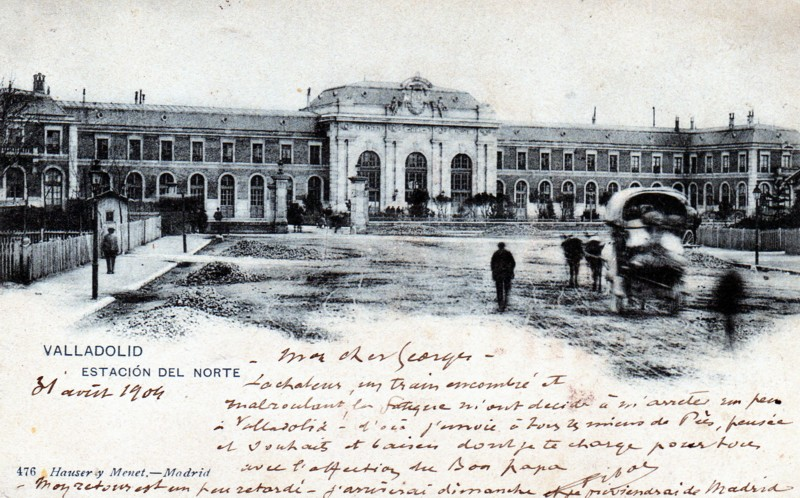
L'Estació del Nord de Valladolid cap a 1901.

El 13 de febrer de 1878, l'annexió de la Companyia dels Ferrocarrils de Saragossa a Pamplona i Barcelona (ZPB) li permet arribar al Mediterrani i doblà gairebé la longitud de les línies explotades. El 28 de març del mateix any, l'annexió de la Compañia del Ferrocarril de Tudela a Bilbao la permet accedir al gran port de Biscaia.
La Nord (o Norte) d'ençà representà una gran xarxa i preveié construir una estació a Madrrd digna d'aquest nom. És així com el 1878 començaren les obres de construcció de la nova estació de Princepe Pio. Fou oficialment inaugurada el 16 de juliol de 1882.
El 24 de maig de 1881, Nord redimeix la concessió de la línia mètrica de Villalba a El Berrocal per la suma de 12.000 pessetes. Poc després, l'11 d'agost, la companyia obtingué la concessió de la línia Segòvia-Medina que oferia una alternativa a la línia principal sobre una part del seu traçat meridional.
Una segona onada de compres començà el 1884. Exactament el 14 d'agost amb l'absorció de la petita Companyia del Ferrocarril de Lleida a Reus i Tarragona que li permeté consolidar les posicions de la companyia a Catalunya. Una de més interessant, la fusió de l'1 de maig de 1885 amb la Compañia de los Ferrocarriles de Astúrias, Galícia i León obré noves sortides cap a províncies fins llavors ignorades per Nord. L'activitat s'accelerà llavors. El 13 d'octubre de 1886, el Crèdit General de Ferrocarrils cedeix la concessió de la línia de San Juan de Nieves a Villabona. L'any següent, el 31 de desembre de 1887, Nord absorbeix les línies de la companyia del Ferrocarril i mines de Sant Joan de les Abadesses. L'1 de febrer de 1889, la línia Selgua-Barbastre fou transferida a la companyia. El 27 de maig de 1890, Nord redimeix la concessió de la línia Soto de Rey-Ciano a un cert "Sizzo" que l'havia obtingut el 23 d'abril precedent. La poderosa Societat dels Ferrocarrils Almansa-València-Tarragona fou absorbida el 25 de maig de 1891. Finalment l'annexió de la petita Sociedad de los Caminos de Hierro del Este de España, l'1 de gener de 1892, tancà aquesta fase d'expansió. D'ençà, el territori de la companyia fou ben delimitat.

## La consolidació i la modernització de la xarxa
La xarxa s'acabà a poc a poc. El 3 de maig de 1893, el govern autoritzà la transferència de la línia de Jaca (construïda per la companyia Sociedad Anonima Aragonesa) a Nord.
Els començaments segle XX desdoblaren certs trams particularment carregats: Madrid-Pozuelo el 1900, seguida de Sant Sebastià-Pasaia el 1902 i de Madrid-El Escorial, Medina del Campo-Valladolid-Burgos, i Irun-Alsasua el 1913

## L'electrificació de les línies
El 1914 es començà a plantejar de manera seriosa electrificar una part de la xarxa, en un moment que la neutralitat espanyola en la Primera Guerra Mundial beneficià l'economia i provocà un important creixement del trànsit.
La línia del coll de Payares era una de les més dures d'Espanya. Ja que era una rampa pràcticament continua de 20 per a mil, amb uns 70 túnels, el més llargs és "la Perruca" amb longitud de 3071 metres. Allà la tracció vapor hi revelava els seus límits, i és per això que aquest tram és el que fou escollit per electrificar més a priori.

### L'electrificació del coll de Payares

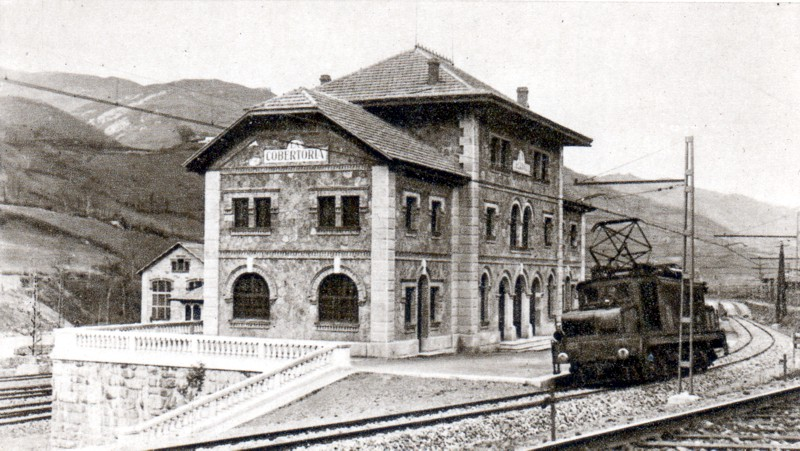
Un Locomotora de la sèrie 6100 a l'estació de La Cobertoria. 1925

El 24 de juliol de 1918, una llei aprovà l'electrificació de la rampa de Payares. No era qüestió d'electrificar la totalitat de la línia, sinó només la secció de 62 quilòmetres Uxo-Busdongo. Després d'estudiar les diverses propostes presentades per les principals firmes americanes i europees, fou la proposta de General Electric que cridava particularment l'atenció. La tensió seria de 3000 volts, en corrent continu. Aquest sistema era fins llavors utilitzat exclusivament als Estats Units. Concretament, la seva primera aplicació important fou realitzada per a la companyia Chicago, Milwaukee, St. Paul & Pacific entre 1915 i 1917. Aquesta tensió era molt més elevada que la d'Europa, on s'utilitzaven 570 o el 1500 volts. Presentava l'avantatge de què necessitava menys subestacions i una catenària més econòmica. El contracte amb la General Electric fou signat el 1921, i la posada en tensió tingué lloc l'1 de gener de 1925.

### El pas a 1500 volts
Els bons resultats obtinguts a la rampa de Payares animaren a Nord a seguir electrificant línies : el 1927, es decideix electrificar els trams d'Irun a Alsasua, de Barcelona a Manresa, i de Barcelona a Sant Joan de les Abadesses. Amb una tensió diferent: el 1500 volts corrent continu. Hi ha diverses raons expliquen aquest canvi: la impossibilitat, amb les tècniques de l'època, de construir automotors en 1500 volts, les dificultats de trobar material de 3000 volts a Europa, alguns avantatges tècnics en matèria de subestacions, i, cal dir-ho, una certa "moda" del 1500 volts a Europa, diversos països havien adoptat aquesta tensió (França, Països Baixos, el Regne Unit). Aquesta electrificació està parcialment inspirada en la de la companyia París-Orleans, sobretot en qüestió de subestacions.
Les diferents línies foren posades en tensió el 1928, i el 7 de juny de 1929 per l'Irun-Alsasua. Ja s'estudiava una altra electrificació ambiciosa, la dels trams de Madrid a Àvila i Segòvia. Els treballs no comencen fins al 1935, i foren interromputs per la guerra civil. És la Renfe qui acabà aquesta feina el 9 de febrer de 1946.